# Fra Domenico di Giovanni
Fra Domenico di Giovanni Portesi (Rezzato-Botticino, 1404 – Firenze, 27 ottobre 1483) è stato un teologo e religioso italiano.
Domenicano, priore del  Convento di Santa Maria Novella di Firenze, dove visse fino all'età di quasi ottanta anni, fu lettore ed espositore di Dante, provinciale di Toscana, vicario generale dell'Ordine. 
Le sue esequie si tennero a spese del Comune di Firenze e dello Studio fiorentino, e il Convento di Santa Maria Novella ne fece in lingua latina il necrologio.
Scrisse La istoria di Firenze e il Theotokos, poema latino in lode della Vergine, che terminò nel 1468 e dedicò a Piero de' Medici. La prima copia di questo poema fu fatta nel  1471 da Piero di Giovanni Compagni, discepolo di Marsilio Ficino; la seconda copia fu eseguita da Jacopo di Niccolò Cocchi Donati e, nel 1475, esso provvide a donarla alla Libreria d'Ognissanti di Firenze, apponendo la dedica all'inizio del libro: Questo libro, che tracta di Nostra Donna Gloriosissima, e di me scriptore Iacopo di Nicholò di Chocho Donati cittadino fiorentino, istum librum largitus est praefatus Iacobus Nicholai Chochi Librariae S.Salvatoris hac die IV.Oct. 1475. Pro remedio animae suae. Io Iachopo Chochi così affermo.
Il poema Theotokos è diviso in quattro libri, più il proemio, dove c'è la dedica a Piero de' Medici. Nel primo libro l'autore parla della vita e della morte della Madre di Dio; nel secondo è esposta la gloria del suo Trionfo; nel terzo c'è un catalogo delle chiese dedicate alla Madonna a Roma e in Toscana; nel quarto vengono citate le chiese dedicate alla Madonna a Firenze e dintorni. Fra queste ultime si trova la Pieve dell'Impruneta e Domenico di Giovanni ricorda monsignor Antonio degli Agli che aveva fatto abbellire e adornare questa chiesa.